# Witold Cieński
Witold Cieński (ur. 28 czerwca 1896 w Soczewce w powiecie gostynińskim, zm. ?) – polski urzędnik państwowy i samorządowiec, w latach 1936–1939 prezydent Grodna. 

## Życiorys
Syn Stanisława i Bronisławy z Gajewskich. Urodził się na Mazowszu. Ukończył kolejno: seminarium nauczycielskie w Łęczycy, kolegium humanistyczne w Warszawie, wyższą szkołę leśną oraz szkołę podoficerów. W 1915 znalazł się w szeregach warszawskiej POW, a w latach 1918–1921 walczył w Wojsku Polskim. Był podporucznikiem rezerwy artylerii. Po demobilizacji pracował jako wysłannik Ministerstwa Wyznań Religijnych i Oświecenia Publicznego w Brazylii (na terenie stanów: Parana i Rio Grande do Sul), gdzie opiekował się szkolnictwem polonijnym (1924–1930). Był trzykrotnym delegatem na Zjazd Polaków z Zagranicy w Warszawie. W 1931 zatrudniony w kasach chorych na terenie Galicji Wschodniej (do 1934). W 1934 został dyrektorem Ubezpieczalni Społecznej w Złoczowie, tę samą funkcję objął w Grodnie w tym samym roku. 26 listopada 1936 Rada Miejska wybrała go prezydentem miasta. Był ostatnim Polakiem pełniącym tę funkcję. 
Zarządzeniem prezydenta RP Ignacego Mościckiego z 5 sierpnia 1937 został odznaczony Medalem Niepodległości za pracę w dziele odzyskania niepodległości.
Podczas wojny obronnej Polski ewakuował się z miasta, a obronę Grodna organizował wiceprezydent Roman Sawicki.